# Nuoto ai campionati europei di nuoto 2022 - 50 metri farfalla maschili
La gara dei 50 metri farfalla maschili dei campionati europei di nuoto 2022 si è svolta l'11 e il 12 agosto 2022. Al mattino dell'11 agosto si sono svolte le batterie e nel pomeriggio le semifinali, mentre la finale si è disputata nel pomeriggio del 12 agosto.

## Podio
| Pos.    | Atleta          | Nazione    |
| ------- | --------------- | ---------- |
| Oro     | Thomas Ceccon   | Italia     |
| Argento | Maxime Grousset | Francia    |
| Bronzo  | Diogo Ribeiro   | Portogallo |

## Record
Prima della manifestazione il record del mondo (RM), il record europeo (EU) e il record dei campionati (RC) erano i seguenti.
|  | 22"27 | Andrij Hovorov | 1º luglio 2018 Roma   |
|  | 22"27 | Andrij Hovorov | 1º luglio 2018 Roma   |
|  | 22"48 | Andrij Hovorov | 7 agosto 2018 Glasgow |

Durante la competizione non sono stati migliorati record.

## Risultati

### Batterie
| Pos. | Batteria | Corsia | Atleta                   | Nazionalità   | Tempo       | Note |
| ---- | -------- | ------ | ------------------------ | ------------- | ----------- | ---- |
| 1    | 4        | 5      | Nyls Korstanje           | Paesi Bassi   | 22"90       | Q    |
| 2    | 6        | 5      | Maxime Grousset          | Francia       | 23"20       | Q    |
| 3    | 4        | 3      | Diogo Ribeiro            | Portogallo    | 23"24       | Q    |
| 4    | 4        | 6      | Piero Codia              | Italia        | 23"28       | Q    |
| 5    | 6        | 4      | Thomas Ceccon            | Italia        | 23"38       | Q    |
| 6    | 4        | 4      | Andrij Hovorov           | Ucraina       | 23"41       | Q    |
| 7    | 5        | 0      | Josif Miladinov          | Bulgaria      | 23"46       | Q    |
| 8    | 6        | 3      | Simon Bucher             | Austria       | 23"47       | Q    |
| 9    | 5        | 4      | Szebasztián Szabó        | Ungheria      | 23"49       | Q    |
| 10   | 5        | 6      | Nicholas Lia             | Norvegia      | 23"52       | Q    |
| 11   | 4        | 9      | Mario Mollà              | Spagna        | 23"54       | Q    |
| 12   | 5        | 5      | Konrad Czerniak          | Polonia       | 23"55       | Q    |
| 13   | 6        | 7      | Karol Ostrowski          | Polonia       | 23"57       | Q    |
| 14   | 5        | 7      | Max McCusker             | Irlanda       | 23"61       | Q    |
| 15   | 5        | 9      | Alberto Lozano           | Spagna        | 23"62       | Q    |
| 15   | 6        | 8      | Thomas Piron             | Francia       | 23"62       | Q    |
| 17   | 6        | 9      | Kristián Goloméev        | Grecia        | 23"65       |      |
| 18   | 5        | 3      | Thomas Verhoeven         | Paesi Bassi   | 23"72       |      |
| 19   | 3        | 4      | Stergios Bilas           | Grecia        | 23"79       |      |
| 19   | 4        | 2      | Lorenzo Gargani          | Italia        | 23"79       |      |
| 21   | 5        | 2      | Daniel Zaitsev           | Estonia       | 23"82       |      |
| 22   | 6        | 2      | Meiron Cheruti           | Israele       | 23"89       |      |
| 23   | 4        | 0      | Julien Berol             | Francia       | 23"93       |      |
| 23   | 6        | 1      | Vladyslav Bukhov         | Ucraina       | 23"93       |      |
| 25   | 5        | 8      | Julien Henx              | Lussemburgo   | 23"95       |      |
| 26   | 4        | 8      | Oskar Hoff               | Svezia        | 23"97       |      |
| 26   | 2        | 5      | Nikola Miljenić          | Croazia       | 23"97       |      |
| 26   | 4        | 7      | Jacob Peters             | Gran Bretagna | 23"97       |      |
| 29   | 6        | 0      | Matteo Rivolta           | Italia        | 23"98       |      |
| 30   | 6        | 6      | Paweł Smoliński          | Polonia       | 24"06       |      |
| 30   | 2        | 3      | Konstantinos Stamou      | Grecia        | 24"06       |      |
| 32   | 3        | 7      | Christos Papadopoulos    | Grecia        | 24"12       |      |
| 32   | 3        | 5      | Kenzo Simons             | Paesi Bassi   | 24"12       |      |
| 34   | 3        | 8      | Heiko Gigler             | Austria       | 24"13       |      |
| 34   | 4        | 1      | Jan Šefl                 | Rep. Ceca     | 24"13       |      |
| 36   | 3        | 9      | Julius Munk              | Danimarca     | 24"14       |      |
| 37   | 3        | 3      | Sean Niewold             | Paesi Bassi   | 24"18       |      |
| 38   | 2        | 4      | Brendan Hyland           | Irlanda       | 24"19       |      |
| 39   | 3        | 2      | Clément Secchi           | Francia       | 24"22       |      |
| 40   | 1        | 8      | Oleksii Khnykin          | Ucraina       | 24"32       |      |
| 41   | 2        | 8      | Tomàs Lomero             | Andorra       | 24"35       |      |
| 42   | 2        | 6      | Bernat Lomero            | Andorra       | 24"37       |      |
| 43   | 2        | 2      | Alex Ahtiainen           | Estonia       | 24"41       |      |
| 44   | 3        | 1      | Ádám Halás               | Slovacchia    | 24"42       |      |
| 45   | 3        | 0      | Valentyn Nesterkin       | Ucraina       | 24"51       |      |
| 46   | 3        | 6      | Tobias Dan Hansen        | Danimarca     | 24"54       |      |
| 47   | 2        | 1      | Đurđe Matić              | Serbia        | 24"57       |      |
| 48   | 1        | 5      | Símon Elías Statkevicius | Islanda       | 24"63       |      |
| 49   | 1        | 4      | Artur Barseghyan         | Armenia       | 24"64       |      |
| 49   | 2        | 0      | Malthe Lindeblad         | Danimarca     | 24"64       |      |
| 51   | 2        | 7      | Ari-Pekka Liukkonen      | Finlandia     | 25"09       |      |
| 52   | 1        | 1      | Ramil Valizada           | Azerbaigian   | 25"25       |      |
| 53   | 2        | 9      | Tomáš Franta             | Rep. Ceca     | 25"26       |      |
| 54   | 1        | 3      | Rudi Spiteri             | Malta         | 25"51       |      |
| 55   | 1        | 2      | Luka Kukhalashvili       | Georgia       | 25"54       |      |
| 56   | 1        | 6      | Alessandro Rebosio       | San Marino    | 25"81       |      |
| 57   | 1        | 7      | Drini Ujkashej           | Albania       | 29"80       |      |
| DNS  | 5        | 1      | Jakub Majerski           | Polonia       | Non partito |      |

### Semifinali

#### Semifinale 1
| Pos. | Corsia | Atleta          | Nazionalità | Tempo | Note |
| ---- | ------ | --------------- | ----------- | ----- | ---- |
| 1    | 4      | Maxime Grousset | Francia     | 22"90 | Q    |
| 2    | 3      | Andrij Hovorov  | Ucraina     | 23"34 | Q    |
| 3    | 6      | Simon Bucher    | Austria     | 23"39 | Q    |
| 4    | 5      | Piero Codia     | Italia      | 23"48 |      |
| 5    | 7      | Konrad Czerniak | Polonia     | 23"70 |      |
| 6    | 8      | Thomas Piron    | Francia     | 23"71 |      |
| 7    | 1      | Max McCusker    | Irlanda     | 23"75 |      |
| 8    | 2      | Nicholas Lia    | Norvegia    | 23"88 |      |

#### Semifinale 2
| Pos. | Corsia | Atleta            | Nazionalità | Tempo | Note |
| ---- | ------ | ----------------- | ----------- | ----- | ---- |
| 1    | 4      | Nyls Korstanje    | Paesi Bassi | 22"88 | Q    |
| 2    | 3      | Thomas Ceccon     | Italia      | 23"14 | Q    |
| 3    | 5      | Diogo Ribeiro     | Portogallo  | 23"18 | Q    |
| 4    | 6      | Josif Miladinov   | Bulgaria    | 23"20 | Q    |
| 5    | 2      | Szebasztián Szabó | Ungheria    | 23"36 | Q    |
| 6    | 7      | Mario Mollà       | Spagna      | 23"61 |      |
| 7    | 1      | Karol Ostrowski   | Polonia     | 23"64 |      |
| 8    | 8      | Alberto Lozano    | Spagna      | 23"66 |      |

### Finale
| Pos. | Corsia | Atleta            | Nazionalità | Tempo | Note |
| ---- | ------ | ----------------- | ----------- | ----- | ---- |
|      | 3      | Thomas Ceccon     | Italia      | 22"89 |      |
|      | 5      | Maxime Grousset   | Francia     | 22"97 |      |
|      | 6      | Diogo Ribeiro     | Portogallo  | 23"07 |      |
| 4    | 4      | Nyls Korstanje    | Paesi Bassi | 23"10 |      |
| 5    | 8      | Simon Bucher      | Austria     | 23"12 |      |
| 6    | 7      | Andrij Hovorov    | Ucraina     | 23"18 |      |
| 7    | 2      | Josif Miladinov   | Bulgaria    | 23"41 |      |
| 8    | 1      | Szebasztián Szabó | Ungheria    | 23"62 |      |